# 058型扫雷艇
058型扫雷艇(北約代號:撫順)是中國解放軍60年代708研究所研發自製的掃雷船，參加過越戰，最早於於1967年10月提出需求,1969年由708研究所設計完成,中華造船廠（现沪东中华造船）建造第一艘於1971年4月完成測試服役,不久1972年即派赴北越河內參加掃雷任務，共有20艘。